# Ferling Bernadett
Ferling Bernadett (Tatabánya, 1977. július 13. –) kézilabdajátékos, a Dunaferr NK és a magyar válogatott korábbi irányítója.
Szülővárosában, Tatabányán kezdett kézilabdázni, de tehetségével hamar kitűnt társai közül, és a Dunaferr már 18 évesen leigazolta. A dunaújvárosi csapatot azóta sem hagyta el. A klubbal az 1990-es évek végén hamar sikereket ért el nemzetközi szinten, EHF-kupát, és Bajnokcsapatok Európa Kupáját is nyert. A Dunaújvárosi Főiskola intézményi kommunikátor szakára járt.
A sikerei ellenére a válogatottal először csak a 2003-as világbajnokságon vett részt először világversenyen. Azóta viszont kihagyhatatlan lett a válogatott keretéből.
Játékos pályafutását 2015-ben fejezte be annál a csapatnál, amelyben egész felnőtt pályafutását töltötte. Azóta is a Dunaújvárosi Kohásznál dolgozik erőnléti edzőként.

## Sikerei

### Klubban
- EHF-bajnokok ligája győztes: 1999
- EHF-kupa győztes: 1998
  - 2. helyezett: 2003
- Európai Szuperkupa győztes: 1999
- Magyar bajnokság: ötszörös győztes: 1998, 1999, 2001, 2003, 2004
  - 2. helyezett: 1997, 2000, 2002, 2005
  - 3. helyezett: 1996, 2006, 2007
- Magyar kupa: ötszörös győztes: 1998, 1999, 2000, 2002, 2004
  - 2. helyezett: 2005
  - 3. helyezett: 2007

### Válogatottal
- Világbajnokság
  - 2. helyezett: 2003
  - 3. helyezett: 2005
- Európa-bajnokság
  - 3. helyezett: 2004

## Díjai
- Magyar Köztársasági Ezüst Érdemkereszt (2008)